# Aloe manandonae
Aloe manandonae är en grästrädsväxtart som beskrevs av J.-b.Castillon och J.-p. Castillon. Aloe manandonae ingår i släktet Aloe och familjen grästrädsväxter.
Artens utbredningsområde är Madagaskar. Inga underarter finns listade i Catalogue of Life.